# Andrzejewicz
Andrzejewicz (Andrejewicz), polski herb szlachecki, odmiana herbu Giejsz.

## Opis herbu
Opis zgodnie z klasycznymi regułami blazonowania:
Tarcza dzielona w słup. W polu prawym, czerwonym, skrzydło orle czarne w lewo. W polu lewym, srebrnym takaż strzała bez lotek po prawej stronie krzyża kawalerskiego złotego, uszczerbionego z lewej.

## Najwcześniejsze wzmianki
1601 rok.

## Herbowni
Andrzejewicz - Andrejewicz.